# Lisandro Garay
Lisandro Garay (*San Sebastián, Departamento de Comayagua, 5 de julio de 1899 - 19 de septiembre de 1997) capitán aviador y pionero de la aviación hondureña.

## Vida
Lisandro Garay, fue hijo de Antonio Ramón Garay, originario de Tegucigalpa y Francisca Mejía de Garay nacida en San Sebastián, Comayagua. su educación escolar la realizaría en Tegucigalpa, en 1920 viajó a los Estados Unidos de América y se radica en la ciudad de Nueva York donde ingresó a la Escuela de Aviación de la policía metropolitana. 
Dicha escuela durante los estudios de Garay es transferida a la Armada de los Estados Unidos, lo que causó que Garay recibiese entrenamiento militar y de maniobras para búsqueda y hacer frente a aparatos submarinos y a pequeños barcos, Garay fue el primer hondureño en formar parte de la tripulación de un sumergible y además de pilotar aeronaves militares y aviones anfibios novedad en esos años Es el primer hondureño en formar parte de la tripulación de un aparato sumergible.

## Aviador nacional
De vuelta en Honduras, en 1929 el diario ‘‘La Tribuna’’, que editaba el periodista Alfonso Guillén Zelaya., se une al proyecto de Garay de auto financiarse la compra de un avión que se llamaría "Lempira", con el fin de realizar un vuelo desde Estados Unidos de América hasta Honduras; previamente en 1930 estallaría la Tercera guerra civil de Honduras en la que Garay se niega a participar ya que consideraba incorrecto armar su avión Lempira para venir a combatir a sus propios compatriotas. En represalia, el Gobierno hondureño inicia en su contra un proceso militar. Sin embargo se anuncia que su vuelo desde Wilmington, Estados Unidos sobre el Caribe cruzando México y Guatemala se realizaría el 8 de junio de 1931, este viaje tuvo expectativa a la prensa nacional y extranjera durante el transcurso del viaje, en el cual tuvo problemas mecánicos en pleno vuelo, se salvó de la muerte, gracias a una válvula de vacío del tanque de gasolina que el ideó, acuatizo y es el primer piloto de la historia de la aviación en ser rescatado del mar